# Socialismo militar
«Socialismo militar» es una expresión utilizada en Bolivia para referirse a los gobiernos militares de David Toro (1936-1937) y Germán Busch (1937-1939).
El régimen militar socialista boliviano erigió una alianza tripartita entre el Ejército, el movimiento obrero y los partidos de izquierda. Se ensayó una incipiente experiencia de “cogobierno” con los sindicatos obreros, con la creación del Ministerio de Trabajo y la designación, a cargo de este, del líder sindicalista Waldo Álvarez.
Entre los principales logros del régimen estuvieron el establecimiento del Ministerio de Trabajo, la creación del Ministerio de Minas y Petróleo, la nacionalización de la Standard Oil, la Constitución de 1938, el Código del Trabajo, la creación del Banco Minero y el decreto que obligaba a las empresas mineras a entregar sus divisas al Banco Central.
A nivel internacional, el régimen estuvo atravesado por una atmósfera antiliberal, que implicó, internamente, la convivencia desde marxistas hasta filo-fascistas.
 A diferencia de lo que ocurriría una década más tarde (con la emergencia del antifascismo), en la Bolivia de los años ’30, las fronteras entre las diferentes figuras del “socialismo” (desde el nacionalsocialismo hasta el marxismo, pasando por el socialismo moderado), aunque evidentemente existían, no impedían que estas tendencias se expresaran, y lucharan por imponer sus puntos de vista, al interior de un mismo espacio político.
El período del gobierno “socialista militar” se extendió desde el golpe de Estado del 17 de mayo de 1936 hasta la muerte de Germán Busch el 23 de agosto de 1939.

## Gobierno de Toro

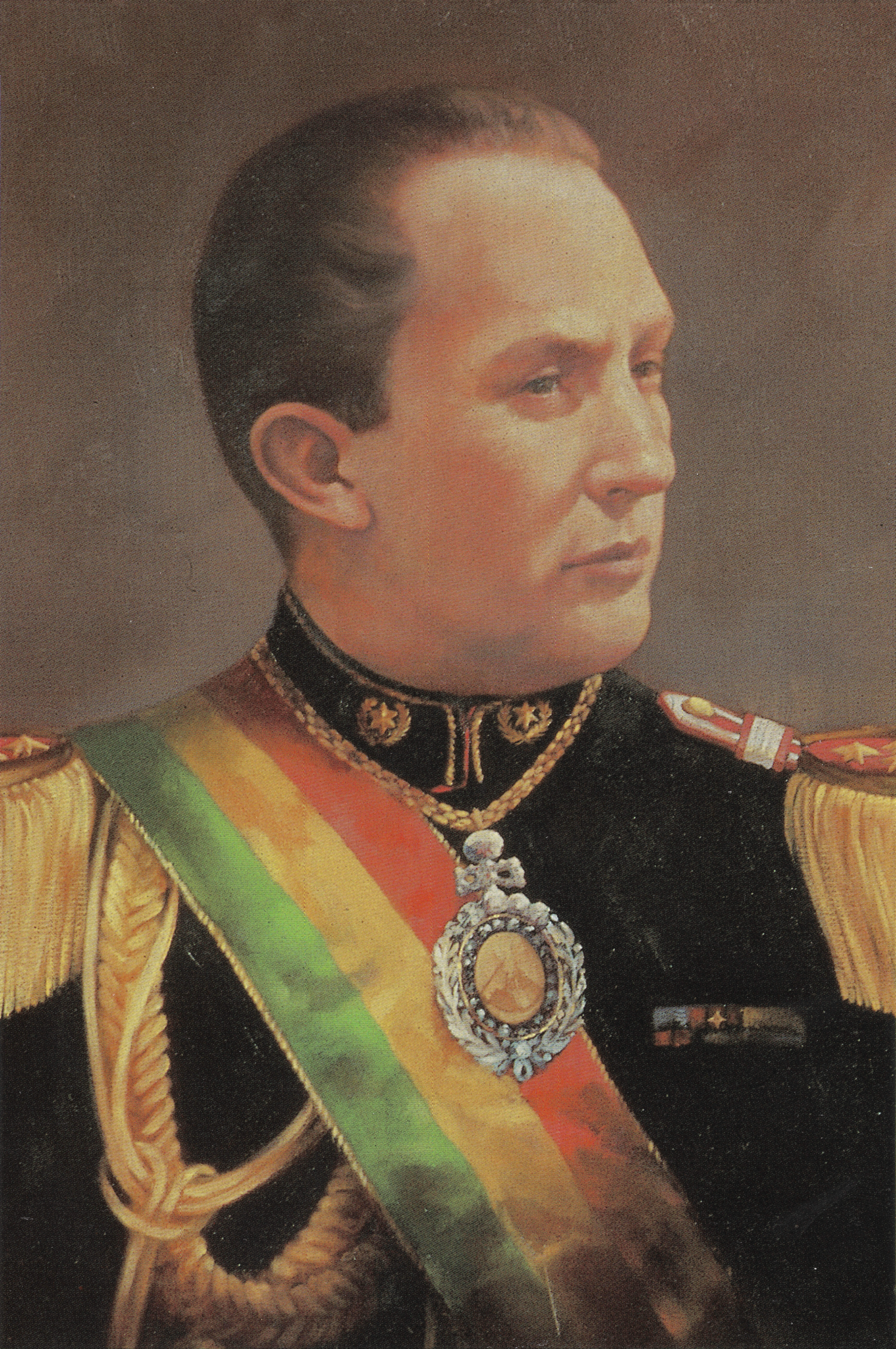
El coronel David Toro.

Posteriormente a la derrota en la Guerra del Chaco, el sistema político tradicional de Bolivia entró en crisis, y el viejo liberalismo fue desplazado por nuevas ideologías. El Ejército, que había estado apartado de la vida política durante la era liberal, pronto se rebeló contra el viejo orden.
Tras el fin de la Guerra del Chaco, la oficialidad joven emergió del conflicto sin la culpa de haber llevado al país a desastre, y portadora de un discurso de “regeneración nacional” que establecía alianzas con el sindicalismo y la intelectualidad inconformista.
Los veteranos que volvían de la guerra en 1935 produjeron un estallido de actividad en la izquierda moderada. A medida que los partidos tradicionales iban perdiendo apoyo, comenzaron a aparecer en escena todo un conjunto de nuevos clubs y asociaciones políticas autodenominadas “socialistas”. Rápidamente, en los primeros meses de 1936, se formó un “Partido Socialista”, dirigido por Enrique Baldivieso y Carlos Montenegro, antiguos militantes del Partido Nacionalista, que había sido creado para apoyar la presidencia reformista de Hernando Siles Reyes (1926-1930). El Partido Socialista pronto encontró un aliado en la Legión de Excombatientes para sus aspiraciones de reforma y revuelta contra el liderazgo tradicional. La figura clave y líder del grupo de oficiales jóvenes con mentalidad revolucionaria era el teniente coronel Germán Busch, que sin embargo, no sintiéndose preparado aún para gobernar, pondría al frente del movimiento revolucionario al coronel David Toro.
El 17 de mayo de 1936, Busch, entonces Jefe del Estado Mayor, dio un golpe de Estado contra el gobierno del liberal José Luis Tejada Sorzano, en medio de una huelga general llevada a cabo por la FOT (Federación Obrera del Trabajo) que Busch se negó a reprimir. El golpe de Estado fue sostenido por una coalición de oficiales jóvenes, socialistas de Baldivieso y republicanos socialistas de Saavedra. El 20 de junio, el coronel David Toro arribó desde el Chaco y se estableció una junta militar presidida por él.
Se constituyó así el nuevo régimen, con una base político-social tripartita constituida por el Ejército, dos partidos políticos (el Socialista y el Republicano Socialista) y el movimiento obrero. Toro señaló que el propósito del Ejército era hacer “un gobierno de justicia social, que ponga fin a los antiguos métodos y sistemas políticos”, y definió al proyecto como un “Socialismo de Estado”.

“El golpe de estado (…) [ocurre] con el consenso unánime del Ejército, cuya ideología está en armonía con la nueva ideología del país. Su firme intención es implantar el socialismo de Estado con la ayuda de los partidos de la izquierda.”
Discurso inaugural de Toro a la nación.

Para llevar a cabo su programa de “socialismo de Estado”, se hicieron propuestas clave como el establecimiento de la sindicalización obligatoria y un parlamento corporativo, mostrando así cierta influencia de los sistemas corporativistas entonces en boga en Europa.
A la alianza entre oficiales y partidos de la izquierda moderada, se sumó también el movimiento obrero.  El 22 de mayo de 1936, se estableció por primera vez en la historia boliviana un Ministerio de Trabajo, y se puso a cargo de él al líder de la huelga obrera, Waldo Álvarez. Alrededor de él se establecerían algunos elementos de una izquierda más extrema, como por ejemplo los marxistas Ricardo Anaya, José Aguirre Gainsborg y José Antonio Arze. Así, el sindicalismo ya no sólo actuaría en el terreno de la protesta social, sino que ahora sería también parte de las funciones estatales.
El Ministerio de Trabajo estableció varias comisiones de estudio para elaborar la legislación sobre seguridad social y ahorro obrero, más un completo Código del Trabajo. También se creó el Ministerio de Minas y Petróleo, que anunció planes para la creación de un Banco Minero.
El nuevo régimen buscaba alinear a Bolivia con las teorías del Estado social moderno, con capacidades de regulación e intervención en la economía.
El gobierno, sin embargo, mostró también una faceta de autoritarismo cuando prohibió a los empleados públicos hacer huelga, y cuando redactó un decreto anticomunista y antianarquista. También dio muestras de una política errática cuando intentó reconciliarse con el recientemente formado y opositor Partido Centralista, de derecha liberal, dirigido por el magnate del estaño Carlos Víctor Aramayo, iniciando conversaciones sobre la posible entrada de este último en el gobierno como ministro.
El gobierno militar tuvo que enfrentarse al problema de la inflación. Se decretaron varias leyes de control de precios y contra la especulación, y se establecieron tiendas de alimentos subsidiadas por el Estado para vender artículos de primera necesidad.
El proyecto de sindicalización obligatoria, presentado al gabinete por el ministro de Gobierno, Tte. Cnel. Julio Viera, reflejaba los deseos de los oficiales de orientación filofascista de establecer un Estado corporativo, aunque el proyecto también gozó del apoyo de Waldo Álvarez y el movimiento obrero, que esperaba sacar provecho de él. Según palabras de Toro, este proyecto estaba diseñado para establecer una “democracia funcional”. El plan era efectuar una reforma del parlamento, en el que el 50% de la representación provendría de los nuevos sindicatos, y el otro 50% provendría de los procesos electorales tradicionales.
Desde los sectores conservadores se veía al proyecto de sindicalización obligatoria como “peligroso y ridículo” y se convocaba a “limpiar al país del grupito de sovietizantes”.
Toro negó que con este proyecto el gobierno estuviera buscando agudizar la “lucha de clases”:

“Simplemente se quiere sacar provecho de esta fuerza, encauzarla dentro de ciertos límites, sujetarla al control del Estado [y] volverla un elemento de disciplina y educación para las masas.”

También se estableció una comisión para preparar una nueva Constitución, y el gobierno se comprometió a convocar a una asamblea constituyente tan pronto como la Comisión de Reforma Constitucional hubiera terminado su trabajo. En medio de estos acontecimientos, Waldo Álvarez y la camarilla de extrema izquierda fueron expulsados del Ministerio de Trabajo (Arze y Aguirre Gainsborg fueron deportados a Arica) y Toro reemplazó a Álvarez por el abogado Javier Paz Campero, ligado a los intereses mineros de Hochschild. Pero a pesar de este giro a la derecha, gran parte de los códigos de seguridad social y ahorro obrero iniciados por Álvarez fueron continuados por el nuevo ministro.
Mientras tanto, la Comisión de Reforma Constitucional, bajo el liderazgo de Vicente Mendoza López, estaba avanzando en el diseño de la proyectada nueva Constitución. Se contempló una suerte de Estado sindicalista-corporativo mezclado con el viejo sistema de partidos políticos.
Pero sin duda la acción más importante del gobierno de Toro fue la nacionalización de las propiedades de la Standard Oil Company, por decreto del 13 de marzo de 1937, y el establecimiento de una compañía petrolera estatal, llamada YPFB (Yacimientos Petrolíferos Fiscales Bolivianos) para operar como monopolio estatal en la producción de petróleo. Estas acciones se adelantaron en un año a la célebre acción similar, aunque de mayor envergadura, del gobierno mexicano.
Por esta época, se intentó también crear un “Partido Socialista del Estado”, para contrapesar la excesiva dependencia del gobierno respecto al Ejército y para institucionalizar en un partido civil los logros del gobierno militar. Pero tras la caída del gobierno de Toro este intento colapsó.
En julio de 1937, Busch fue elegido jefe de la Legión de Excombatientes, y esto fue interpretado como un voto de no confianza hacia el liderazgo de Toro. Al día siguiente, Toro, Peñaranda y Busch se reunieron en sesiones secretas y Busch le anunció a Toro que ya no gozaba de la confianza del Ejército. Así, dos días después, el 13 de julio, Toro anunció su renuncia a la presidencia y se fue al exilio. Quedó a cargo del gobierno el propio Germán Busch.

## Gobierno de Busch

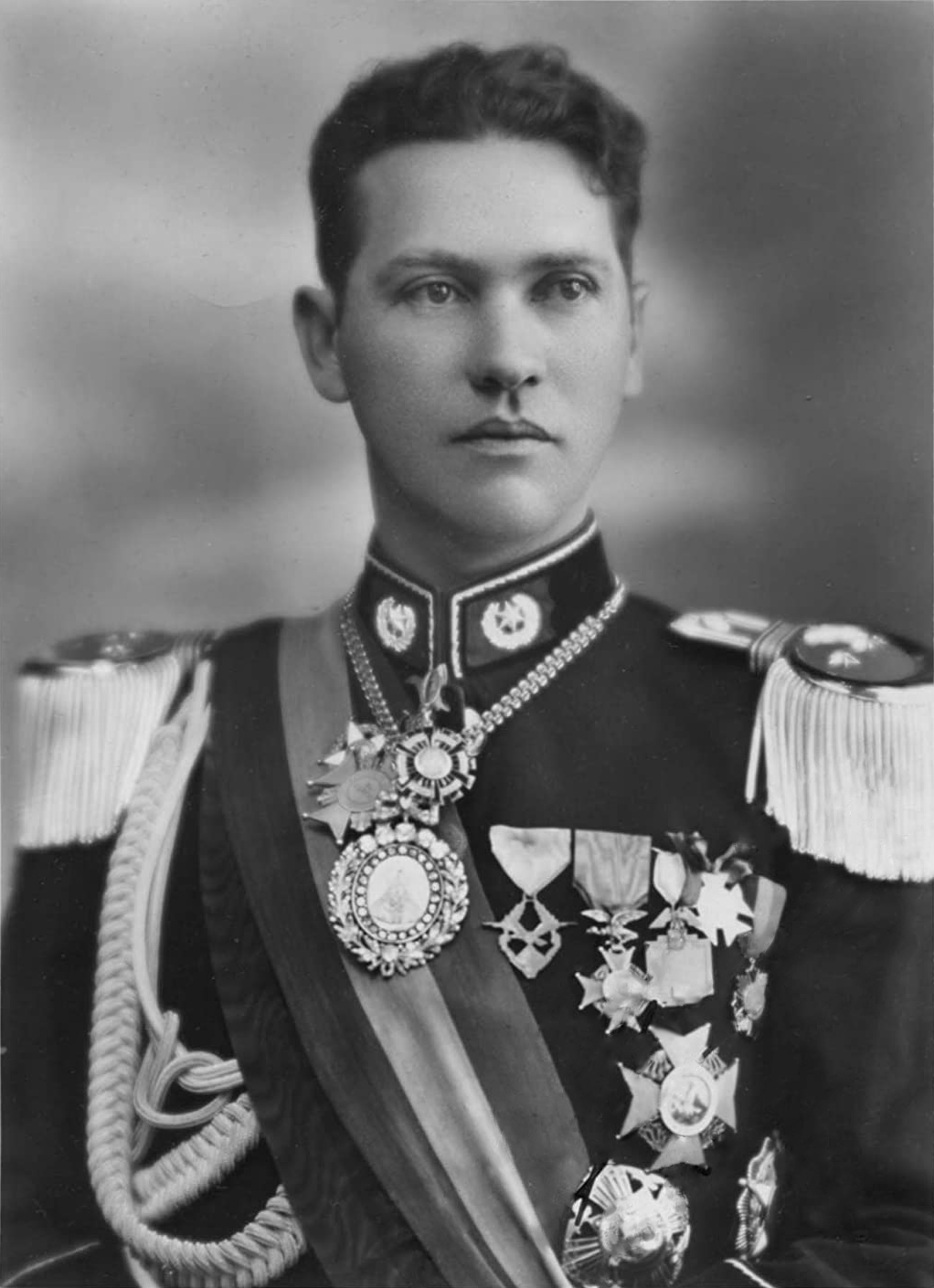
El teniente coronel Germán Busch.

El régimen de Busch se inició de manera contradictoria. Por un lado nombró Ministro de Finanzas a Federico Gutiérrez Garnier, un derechista ligado a los intereses oligárquicos como jefe de la asociación de grandes mineros, que inició una política de recorte económico. Así se revirtieron algunas políticas sociales de la era de Toro, como por ejemplo las tiendas de alimentos subsidiadas por el Estado. Pero, por otro lado, en el plano político el gobierno se radicalizó. En agosto de 1937 se anunció que se convocarían elecciones para una Convención constituyente para redactar una nueva Constitución (medida que había sido reiteradamente demorada en la era Toro). Las elecciones se realizaron finalmente en marzo de 1938, y, en línea con los proyectos de representación corporativa, se les permitió a la Legión de Excombatientes y a la Confederación Sindical de Trabajadores de Bolivia presentarse a las elecciones como tales. Ambas organizaciones concurrieron a las elecciones unidas en un “Frente Único Socialista”, junto con partidos de izquierda moderada e incluso de izquierda radical.
Las elecciones a la convención constituyente fueron las primeras en las cuales las nuevas fuerzas políticas de posguerra (la “generación del Chaco”) pudieron expresar su poder. Los partidos políticos tradicionales se retiraron de la contienda, y el “Frente Único Socialista” obtuvo 96 diputados de un total de 103. Rechazando las doctrinas liberales de laissez-faire y gobierno limitado que habían inspirado a las Constituciones Nacionales hasta entonces, la convención adoptó el concepto revolucionario de “constitucionalismo social”. Se le daba al Estado un rol activo en proveer el bienestar social y económico de los ciudadanos, y se abandonaba la tesis de la inviolabilidad de la propiedad en favor de la doctrina sobre la “función social” de la misma.
En octubre de 1938 finalmente se sancionó la nueva Constitución. Esta proclamaba formalmente los derechos del trabajo, el salario mínimo, y la justicia social para todas las clases y razas del país.
Sin embargo, más tarde Busch terminó clausurando la Convención, siguiendo el consejo de su nuevo Ministro de Finanzas, Alberto Palacios, también derechista como el ministro anterior. Al mismo tiempo fue designado como Comandante en Jefe del Ejército el conservador general Carlos Quintanilla, quien comenzó una purga de oficiales con mentalidad radical. Pero la purga de Quintanilla fue frenada por presión de la izquierda civil, y Palacios fue forzado a salir del gabinete.
A principios de 1939, siguiendo los pasos de Toro con su intento de formar un “Partido Socialista del Estado”, se intentó desde el gobierno la creación de una “Unión Socialista Democrática”, reuniendo a los elementos más moderados de la izquierda, como el Partido Socialista Independiente, y liderada por el antiguo presidente de la Convención constituyente, Renato Riverín y el asesor de Busch, Gabriel Gonsálvez.
También las fuerzas políticas tradicionales (el Partido Liberal, el Partido Republicano Genuino y el Partido Republicano Socialista) se estaban reorganizando. Estos antiguos rivales se reunieron en un nuevo frente unido, la Concordancia, que hizo un llamamiento al retorno del gobierno civil y a la abolición del sistema de entrega de divisas al Estado por parte de la industria minera, tachándolo de anticuada medida de guerra. La formación de la Concordancia era la respuesta inevitable a la necesidad de las clases altas de un frente político unido que representara y defendiera sus intereses ante la descomposición del sistema tradicional.
En medio de este clima, el gobierno se vio fuertemente sacudido por un escándalo de corrupción que involucraba a funcionarios de las embajadas bolivianas en Europa. Según los críticos del gobierno, el cónsul boliviano en París había estado cobrándoles a los inmigrantes judíos europeos que querían llegar a Bolivia entre diez y veinte mil francos para la emisión de una visa. Este problema tenía su raíz en la anterior decisión del gobierno de quitar toda restricción a la inmigración de los judíos europeos en julio de 1938.
Este escándalo, conocido como “affaire de la inmigración”, conmovió fuertemente a Busch, quien concluyó en que el país necesitaba de una profunda purificación moral. A raíz de ello, el 24 de abril de 1939 anunció el establecimiento de una dictadura personal. El inminente congreso fue suspendido y las elecciones parlamentarias, planeadas para mayo, canceladas. Aunque la Constitución de 1938 seguía nominalmente vigente, el gobierno se arrogó el derecho de gobernar por decreto.
Uno de los decretos más importantes de este período fue la creación del Código del Trabajo el 24 de mayo de 1939. Este Código del Trabajo (o “Código Busch”, como también se lo llamaría) fue una de las pocas reformas exitosas y duraderas del régimen de Busch. Proporcionaba regulaciones gubernamentales sobre contratos de trabajo, seguridad en el trabajo, vacaciones pagas, compensación por accidentes, sindicalización obligatoria y negociación colectiva. Según el historiador estadounidense Herbert S. Klein, la sanción de este Código fue una importante victoria para el movimiento obrero boliviano y la culminación de muchos años de luchas populares a favor de la legislación social, y fue elogiado incluso por los críticos del régimen.
Otro de los decretos más importantes posteriores a la declaración de la “dictadura” por Busch fue el del 7 de junio de 1939 acerca de la entrega de divisas al Estado por parte de los propietarios mineros. Los términos del decreto establecían que los dueños de minas debían entregar al Banco Central la totalidad de sus ganancias en divisas extranjeras resultantes de la venta bruta de sus exportaciones de estaño antes de recibir el permiso de una aduana para exportar sus minerales. Según los términos del decreto, el Estado les pagaría a los propietarios mineros la mitad de sus ganancias en bolivianos a la tasa legal de cambio, mientras que podrían disponer libremente de la otra mitad en oro o divisas, bajo ciertos controles. El artículo 38 del decreto establecía que “toda resistencia pasiva al cumplimiento del presente decreto-ley: sabotaje, lock out (…) o cualquier medida [que trate de perturbar la normal operación de las minas], será considerada como un crimen de alta traición contra la Nación [es decir, sujeta a la pena de muerte]”.
Este decreto fue inspirado por el quinto y último Ministro de Finanzas de Busch, Fernando Pou Mont, un funcionario joven sin afiliación política, y debe ser entendido dentro de un contexto en el que la minería del estaño en Bolivia estaba dominada por el oligopolio de los “tres grandes” magnates: Patiño, Aramayo y Hochschild, popularmente conocidos como “la rosca minera”.
En un discurso radiofónico del 10 de junio, Busch justificaba la medida y proclamaba el derecho del Estado a intervenir para “evitar la fuga de capitales y el empobrecimiento de la nación”. Por demasiado tiempo, afirmaba, el Estado había sido pobre, a pesar de la riqueza de la industria minera, y ahora ese desbalance sería corregido. “Por primera vez en Bolivia [se establece] un sistema de defensa de la riqueza nacional”. Los sacrificios de la nación en el Chaco, declaró, demandaban una nueva era que hiciera de Bolivia una nación rica.
Pero antes de que ese decreto pudiera ser puesto en efecto, Busch se enteró de los planes de Hochschild para evadir sus medidas. En un ataque de rabia, ordenó el arresto y ejecución del magnate. Pero ante las presiones de las embajadas extranjeras y de los propios ministros del gobierno, Busch tuvo que ceder. Liberó el empresario minero apresado y abandonó la idea de ejecutarlo.

“Yo, Germán Busch, les demostraré a esos Patiños, Aramayos, Hochschilds… que aquí hay un presidente que hará respetar a su país”.
Germán Busch pocas semanas antes de ordenar apresar a Hochschild. Citado por un testigo anónimo, tomado de Herbert S. Klein, “Germán Busch y la era del ‘socialismo militar’ en Bolivia”, en: The Hispanic American Historical Review, volumen 47 (edición mayo 1967), 166-184, Duke University Press, 1967.

Pero a pesar de todas estas importantes medidas, el presidente sentía que el gobierno no avanzaba. Su gobierno estaba dominado por los mismos hombres que habían colaborado con todos los gobiernos previos en Bolivia, como por ejemplo, sus ministros de finanzas. Seguía dependiendo de la vieja oligarquía incluso para llevar a cabo la administración de rutina.
No está del todo claro si Busch fue asesinado o se suicidó. Lo cierto es que el 23 de agosto de 1939 murió de un disparo en la sien. Un viejo partidario de su gobierno, y autor del libro El dictador suicida sobre el mismo, el escritor Augusto Céspedes apoya la tesis del suicidio.
Con la muerte de Busch, el experimento del “socialismo militar” llegó a su fin. Lo sucedió interinamente el general Quintanilla, que gobernó con apoyo de la Concordancia conservadora, y, más tarde, desde abril de 1940, el general Peñaranda, elegido presidente constitucional en las elecciones de ese año, apoyado por la misma Concordancia.
Si bien la muerte de Busch puso un freno temporal al experimento del Ejército con la reforma política, el período del “socialismo militar” tuvo efectos duraderos, marcando el fin de un importante era en la historia política boliviana e inaugurando otra, dominada por la polarización creciente entre los partidos tradicionales y la nueva generación política de posguerra con mentalidad de reforma.

## Relaciones e influencias internacionales
En medio de la crisis económica y social de 1929-1930, que había puesto en crisis las ideas liberales, Alemania, Italia y la URSS aparecían como casos emblemáticos de renacimiento nacional a través de un Estado centralizado. sin embargo, la ideología oficial de la URSS de “lucha de clases” resultaba poco atractiva para unos militares bolivianos que, justamente, estaban en busca de un renacimiento nacional basado en la “unidad nacional” en un país que históricamente había estado fragmentado étnica, regional y socialmente. Alemania e Italia, al contrario de la URSS, representaban alternativas atractivas al basarse en un “Estado fuerte” que permitiera “abolir” la lucha de clases. Uno de los principales objetivos del movimiento del 17 de mayo, declaraba Busch, había sido terminar con la lucha de clases entre capital y trabajo y reemplazarla con una cooperación nacional armoniosa, que salvaría a la nación de los extremistas en la izquierda y la oligarquía en la derecha. El Estado, sostenía, debe actuar como moderador y regular la justicia social en la esfera económica, superando todos los extremos.
En la posguerra del Chaco, los paralelismos entre Alemania y Bolivia aparecían, a simple vista, poderosos. Si, luego de su derrota en la Primera Guerra Mundial, Alemania parecía renacer de sus cenizas mediante una revolución liderada por los nacionalsocialistas, parecía lógico mirar hacia allí en busca de inspiración. Las relaciones con Alemania se materializaron en 1938, cuando Busch envió a ese país, en misión de estudio, a un grupo de jóvenes estudiantes y militares, que partieron en una intensa gira por todo el territorio alemán para imbuirse de la “educación del carácter y del cuerpo”, invitados por las Juventudes Hitlerianas. También viajaría al Reich el general Carlos Quintanilla en 1939.
Sin embargo, como lo demuestran los informes del diplomático alemán Félix Tripeloury, los alemanes eran escépticos acerca del régimen boliviano, no creían tener en él una réplica de su propio régimen, y su interés radicaba principalmente en la posibilidad de obtener allí materias primas para su esfuerzo bélico, particularmente el estaño. En la era Busch se llegó a discutir la posibilidad de que Bolivia se desvinculara del Pool Internacional del Estaño, y pasara a vender este material, en su totalidad, a Alemania y sus aliados del Eje.
No obstante, a pesar de estos contactos con el nazismo, el gobierno “socialista militar” fue también, curiosamente, uno de los primeros del mundo en quitar las restricciones a la inmigración judía en julio de 1938, con el objetivo principal de establecer una comunidad judía en el Chaco, y, a pesar de que esta política inmigratoria se vio manchada por un caso de corrupción que involucraba al consulado boliviano en París, no dejó de ser, al decir del historiador norteamericano Herbert S. Klein, una acción valiente.
Los vínculos con Italia se desarrollarían principalmente en la era de Toro, y se materializaron en el desembarco de una comisión para modernizar a la Policía nacional siguiendo los lineamientos del cuerpo italiano de Carabinieri.
En las relaciones internacionales del régimen también tuvo un papel destacado el embajador mexicano Alfonso Rosenzweig-Díaz. Concretamente, la influencia del México cardenista se pudo ver en el intercambio de misiones entre ambos países para estudiar la educación indígena y enriquecerse con el conocimiento mutuo de la experiencia desarrollada en ese terreno. Una de las expresiones de esa influencia fue la escuela de Warisata. Según un informe reservado de la embajada argentina en 1939, el embajador Rosenzweig-Díaz realizaba “continuos paseos y visitas a esa región”.